# Kritična masa (kolesarstvo)
Kritična masa je kolesarski dogodek običajno prirejen na zadnji petek v mesecu v vseh večjih svetovnih mestih. Kolesarji in tudi rolkarji, skejterji in ostali se masovno (en masse) zlijejo na ulice. Dogodek ni voden in nima nikakršnega uradnega sporočila, temveč je njegov bistven namen in cilj predstavljati ter promovirati alternativna, nemotorizirana sredstva prometa in transporta. Ljudi se osvešča tudi o težavah, s katerimi se kolesarji srečujejo na motoriziranih cestah. Udeleženci tega množičnega dogodka se zberejo na vnaprej določenem mestu in času ter s tem v času dogodka uživajo varnost, ki jo nudi potovanje v velik skupini, ki namenoma povzroči lažje in začasne motnje motoriziranega prometa. Splošno načelo kritične mase se izraža v široko uporabljanem sloganu 
»Mi ne zaustavljamo prometa, mi smo promet.«
Kritična masa je samoorganizirana in upravljavna brez vodij. Običajno so zgolj kraj, datum in čas srečanja določeni, vse nadaljnje pa poteka spontano. V nekaterih mestih sta pot in končni cilj ter mestne znamenitosti na poti vnaprej načrtovani. Udeleženci kritične mase prikažejo prednosti kolesarstva v mestih in kako ga mesta, navkljub izjemnim prednostim, ki jih nudi, zapostavljajo na področjih infrastrukture in varnosti in to na račun onesnažujočega motoriziranega prometa, ki vsak dan bolj duši okolje.
- Kritična Masa Maribor